# Party (rollenspelterm)

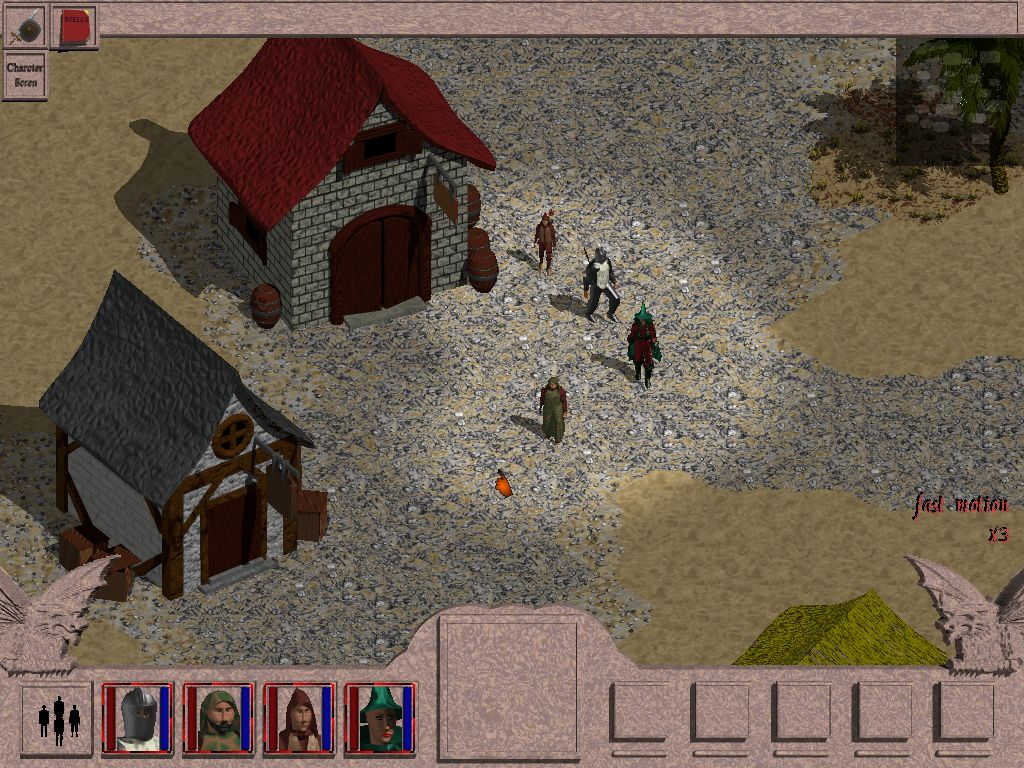
Een computerspel met een hoofdspeler en drie partyleden.

Een party is in de wereld van computerrollenspellen (RPG's) een groep personages die samen optrekken in het spel.

## Beschrijving
Afhankelijk van het spel kan de speler de afzonderlijke partyleden besturen, om bijvoorbeeld aan te vallen of een beurt te wachten, maar er zijn ook spellen waarin de partyleden door de computer worden bestuurd.

### Rol van de party
In de rollenspellen speelt het beheren van de party een grote rol. De speler bepaalt welke strategie de leden in de party moeten uitvoeren, zoals aanval of verdediging.
Afzonderlijke personages in de party kunnen beschikken over helende of magische krachten, die kunnen worden ingezet om zo een strategisch voordeel te krijgen in het spel.

## Voorbeelden
Voorbeelden van computerspellen waarin partyleden een grote rol spelen zijn:
- Anarchy Online
- Baldur's Gate
- Disgaea-serie
- Dragon Quest-serie
- Final Fantasy XI
- Fire Emblem
- Genshin Impact
- Lunar-serie
- Pokémon Ultra Sun en Ultra Moon
- Valkyria Chronicles-serie
- Warhammer Online
- World of Warcraft
- Xenoblade Chronicles 2